# Drago Čeh
Drago Čeh, slovenski rudarski strokovnjak in metalurg, * 20. oktober 1909, Ljubljana, † 1. maj 1988, Celje.

## Življenjepis
Drago Čeh je leta 1934 diplomiral na ljubljanski Tehniški fakulteti. Po diplomi je bil od leta 1935 do 1936 zaposlen v razvojnem oddelku Premogovnika Trbovlje, nato v mežiškem rudniku, nazadnje kot direktor (1948-1949). Nato je bil pomočnik ministra za investicije v Ministrstvu za rudarstvo FLRJ (1949-1951), generalni direktor Rudarsko-topilniškega bazena Bor (1951-1961) in nazadnje direktor Cinkarne Celje (1961-1971). Po njem je imenovana Slovenska kulturna skupnost “Drago Čeh” iz Bora v Srbiji. 